# Donkervoort
Donkervoort Automobielen BV je nizozemský výrobce sportovních automobilů se sídlem v Lelystadu. Společnost založil v roce 1978 v malé dílně v Tienhovenu Joop Donkervoort. Později se výroba přesunula do větších prostor v Loosdrecht. Od roku 2000 sídlí v současné továrně v Lelystadu. Za prvních 25 let existence firma vyrobila tisíc kusů automobilů všech typů.
Všechna vozidla jsou vyráběna ručně s použitím nejmodernějších materiálů a technologií. Pouze karoserie je inspirována automobilem Lotus Seven, jedním z rozdílů je přepracovaná přední část. V roce 1996 přešel Donkervoort, po dohodě s automobilkou Audi, od používání motorů Ford Zetec k agregátům této firmy.
Díky extrémně malé hmotnosti kolem 600 kg jsou nejvýkonnější z vozů Donkervoort schopny dosahovat zrychlení z 0 na 100 km/h za 3,5 s, taktéž ale extrémně rychle brzdí (z 100–0 km/h za 2,4 s). Automobily nejsou vybaveny žádným z moderních systémů jako např. ABS, ESP, ASR.
V březnu roku 2007 představila firma na ženevském autosalonu první vůz s pevnou střechou D8 GT, který je v malých počtech vyráběn od začátku roku 2008.

## Modely

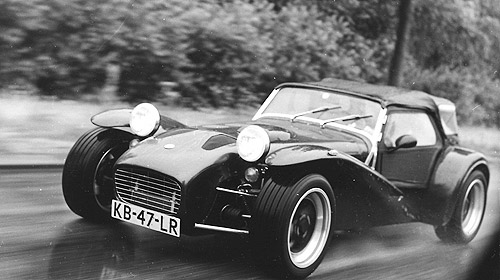
Donkervoort S7

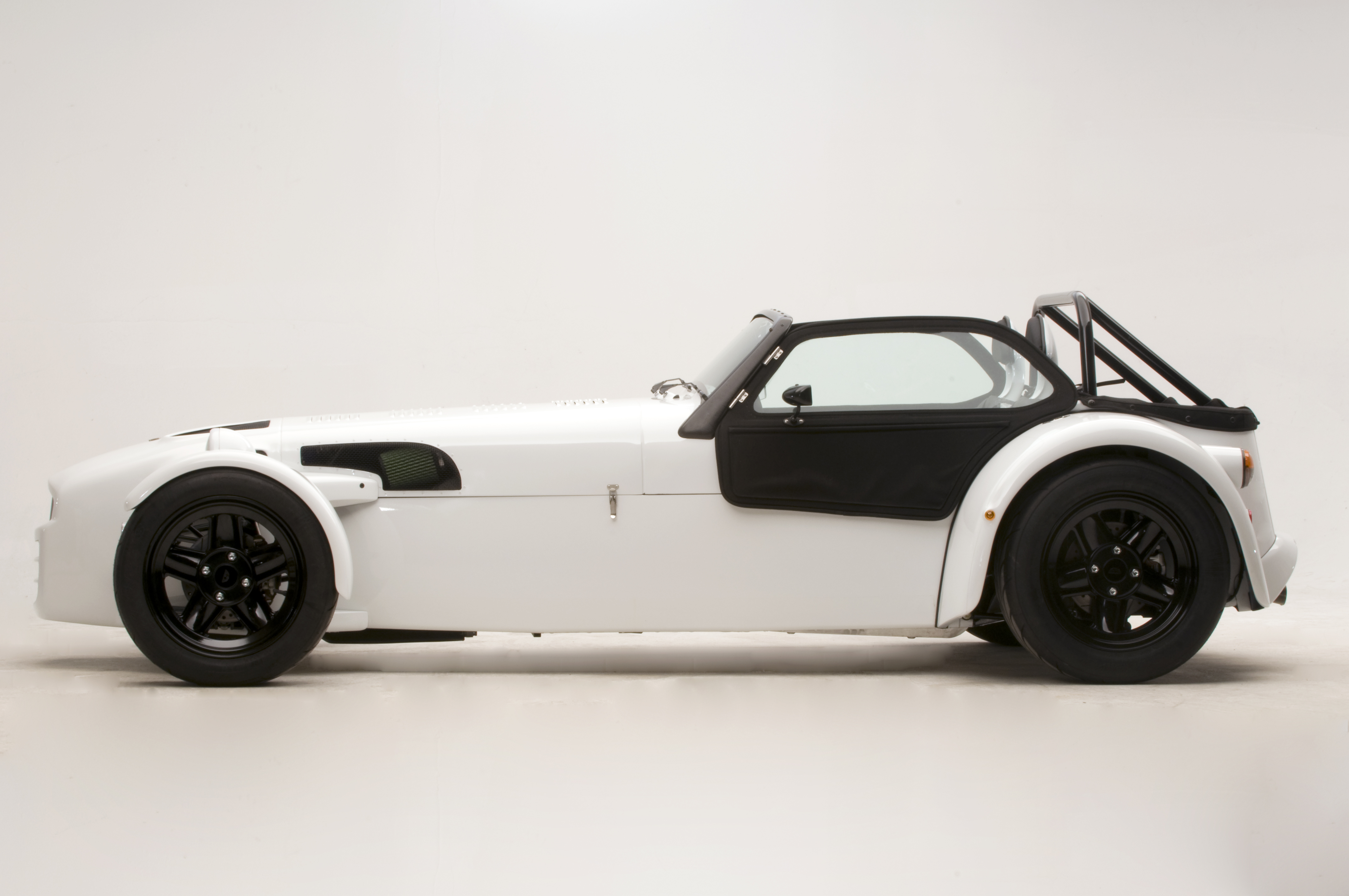
Donkervoort D8 270

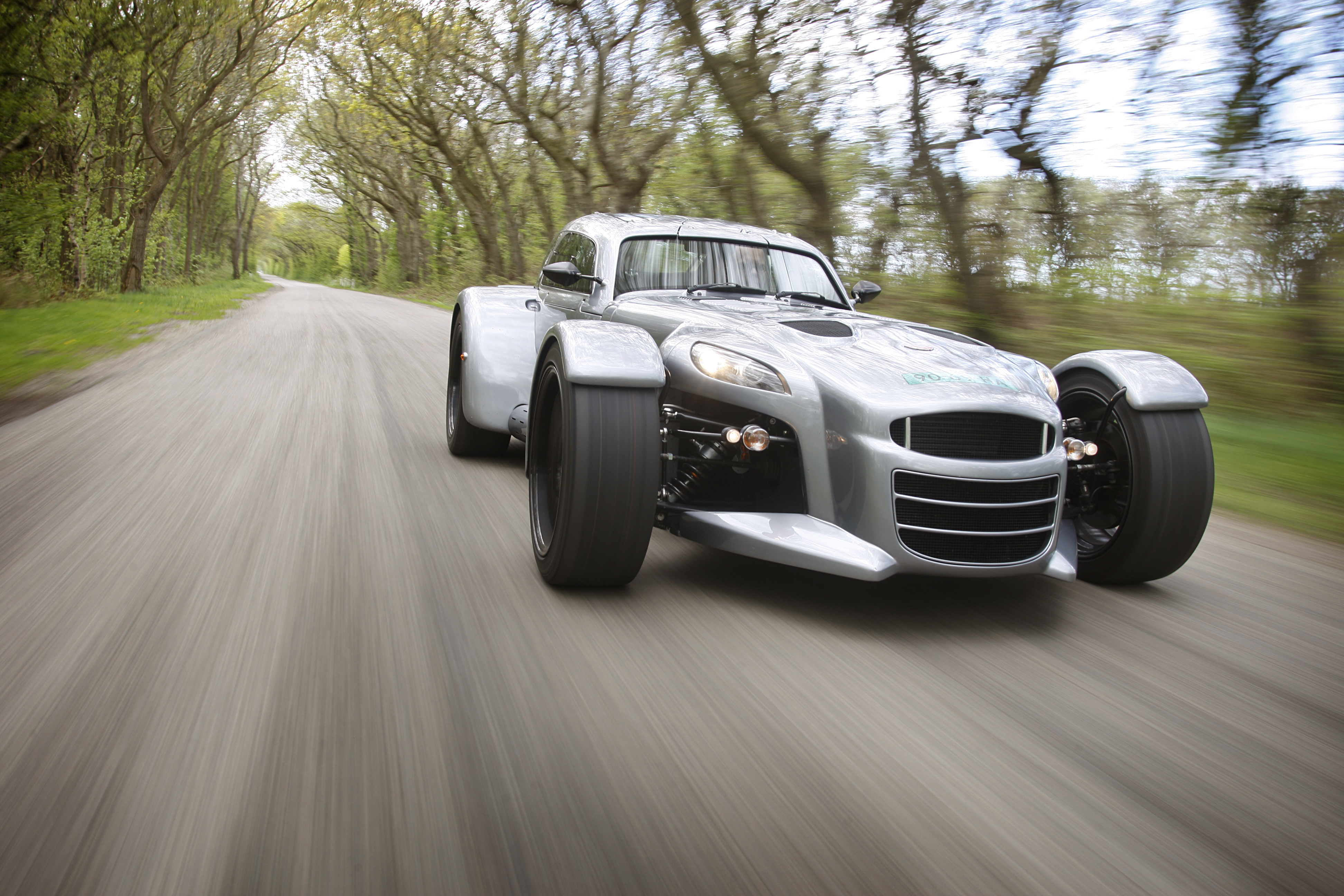
Donkervoort D8GT

| Typ               | Období výroby   | Motor a technika                                                             |
| ----------------- | --------------- | ---------------------------------------------------------------------------- |
| S7                | 1978–1984       | 2 L, Ford OHC, 90 k                                                          |
| S8                | 1985–1989       | 2 l, Ford OHC, 110 k                                                         |
| S8A               | 1985–1993       | 2 l, Ford OHC, 117 k                                                         |
| S8AT              | 1986–1994       | verze s turbodmychadlem Garret T3, mezichladič, 170 k (2.0 l)/ 190 k (2.2 l) |
| D10               | 1988–1989       | 2160 cm³, turbo Garrett T3, 190 k                                            |
| D8 Zetec          | 1993–1998       | 1.8 l nebo 2.0 l, V16 Zetec, 140 nebo 160 k                                  |
| D8 Cosworth       | 1994–1998       | 2.0 l, DOHC, 220 až 280 k                                                    |
| D8 Audi (AGU)     | 1999–2002       | přeplňovaný 1.8 l Audi, 150–245 k                                            |
| Audi (E-gas)      | 2003-současnost | přeplňovaný 1.8 l Audi, drive by wire, 150–210 k                             |
| D8 270            | 2008-současnost | přeplňovaný 1.8 l Audi, drive by wire, 270 k                                 |
| D8E 280           | 2007-současnost | přeplňovaný 1.8 l Audi, drive by wire, 280 k Special                         |
| Donkervoort D8 GT | 2007-současnost | přeplňovaný 1.8 l Audi, drive by wire, 270 k                                 |